# Línea 6 (Bus Castellón)
La línea 6 del Transport Urbà de Castelló (TUCS) une Benadresa con el Hospital Provincial y el centro de Castellón (Paseo Ribalta) pasando por los distintos grupos de la Avenida Alcora.

## Características
Parte del Paseo Ribalta, pasa por el Hospital Provincial y recorre la Avenida Alcora hasta llegar a Benadresa pasando por el Centro Penitenciario de Castellón y por los distintos grupos que hay en dicha Avenida. Vuelve por el mismo recorrido dando servicio a Benadresa, al Centro Penitenciario y a los grupos de Avenida Alcora para llegar al Hospital Provincial o al Parque Ribalta.

### Frecuencias
| Ambos sentidos                              | Ambos sentidos                           | Ambos sentidos |
| Día                                         | Horario                                  | Frecuencia     |
| ------------------------------------------- | ---------------------------------------- | -------------- |
| De lunes a viernes                          | IDA: 07:00 a 21:20 VUELTA: 07:10 a 21:30 | 20'            |
| Sábados, domingos, festivos y mes de agosto | IDA: 07:00 a 21:00 VUELTA: 07:00 a 21:00 | 30'            |

## Recorrido
| Dirección Benadresa (Venta Guillamón) | Dirección Benadresa (Venta Guillamón)   | Dirección Benadresa (Venta Guillamón) |
| N.º                                   | Parada                                  | Enlaces                               |
| ------------------------------------- | --------------------------------------- | ------------------------------------- |
|                                       | PASEO RIBALTA (IMPARES)                 |                                       |
|                                       | Avda. Doctor Clará, 36                  |                                       |
|                                       | Avda. Dr. Clará (Avda. Vila-real)       |                                       |
|                                       | Avda. Alcora (C/ Useras)                |                                       |
|                                       | Avda. Alcora (Mas Blau)                 |                                       |
|                                       | Avda. Alcora (Quadra Salera)            |                                       |
|                                       | Avda. Alcora (Quadra Saboner)           |                                       |
|                                       | Avda. Alcora (Quadra Los Cubos)         |                                       |
|                                       | Avda. Alcora (Grupo San José Obrero)    |                                       |
|                                       | Avda. Alcora (Grupo Reyes)              |                                       |
|                                       | Avda. Alcora (Autopista)                |                                       |
|                                       | Ctra. Alcora (Venta Nueva)              |                                       |
|                                       | Ctra. Alcora (Venta Rosita)             |                                       |
|                                       | Ctra. Alcora, 256                       |                                       |
|                                       | Ctra. Alcora (Centro Penitenciario)     |                                       |
|                                       | Cuadra Portolés (Nuevo Tramo)           |                                       |
|                                       | Cuadra Portolés (Cruce Ribesalbes)      |                                       |
|                                       | Quadra Breva (Ambulatorio)              |                                       |
|                                       | Quadra Breva s/n                        |                                       |
|                                       | Benadressa (Venta Gillamón)             |                                       |
|                                       | Ctra. Ribesalbes (Grupo Pilar, n.º 40)  |                                       |
|                                       | Ctra. Ribesalbes (Grupo Pilar, n.º 50)  |                                       |
|                                       | Ctra. Ribesalbes (Grupo Pilar, s/n)     |                                       |
|                                       | Ctra. Ribesalbes (Grupo Pilar, n.º 151) |                                       |
|                                       | Ctra. Ribesalbes (Grupo Pilar, n.º 125) |                                       |
|                                       | BENADRESA - VENTA GUILLAMÓN             |                                       |
| Dirección Paseo Ribalta (Impares)     |                                         |                                       |
| N.º                                   | Parada                                  | Enlaces                               |
|                                       | BENADRESA - VENTA GUILLAMÓN             |                                       |
|                                       | Quadra Breva, 39                        |                                       |
|                                       | Quadra Breva (Ambulatorio)              |                                       |
|                                       | Quadra Portolés (Cruce Ribesalbes)      |                                       |
|                                       | Quadra Portolés (Nuevo Tramo)           |                                       |
|                                       | Ctra. Alcora (Centro Penitenciario)     |                                       |
|                                       | Ctra. Alcora (Venta Rosita)             |                                       |
|                                       | Ctra. Alcora, 391                       |                                       |
|                                       | Ctra. Alcora (Venta Nueva)              |                                       |
|                                       | Avda. Alcora (Autopista)                |                                       |
|                                       | Avda. Alcora (Grupo Reyes)              |                                       |
|                                       | Avda. Alcora (Grupo San José Obrero)    |                                       |
|                                       | Avda. Alcora (Quadra Los Cubos)         |                                       |
|                                       | Avda. Alcora (Quadra Saboner)           |                                       |
|                                       | Avda. Alcora (Quadra Salera)            |                                       |
|                                       | Avda. Alcora (Mas Blau)                 |                                       |
|                                       | Avda. Alcora (C/ Useras)                |                                       |
|                                       | Avda. Dr. Clará (Hosp. Provincial)      |                                       |
|                                       | Navarra, 93                             |                                       |
|                                       | Plaza de la Paz, n.º 6                  |                                       |
|                                       | San Vicente, 54                         |                                       |
|                                       | PASEO RIBALTA (IMPARES)                 |                                       |